# 东帝汶宗教
東帝汶宗教(2016)

阿伊納羅區Maubisse的聖馬修教堂

東帝汶大部分信仰天主教，天主教是東帝汶基督教的主要宗派。 除了天主教會外，也有一小部分的新教基督徒和遜尼派穆斯林社群。

## 歷史和人口統計

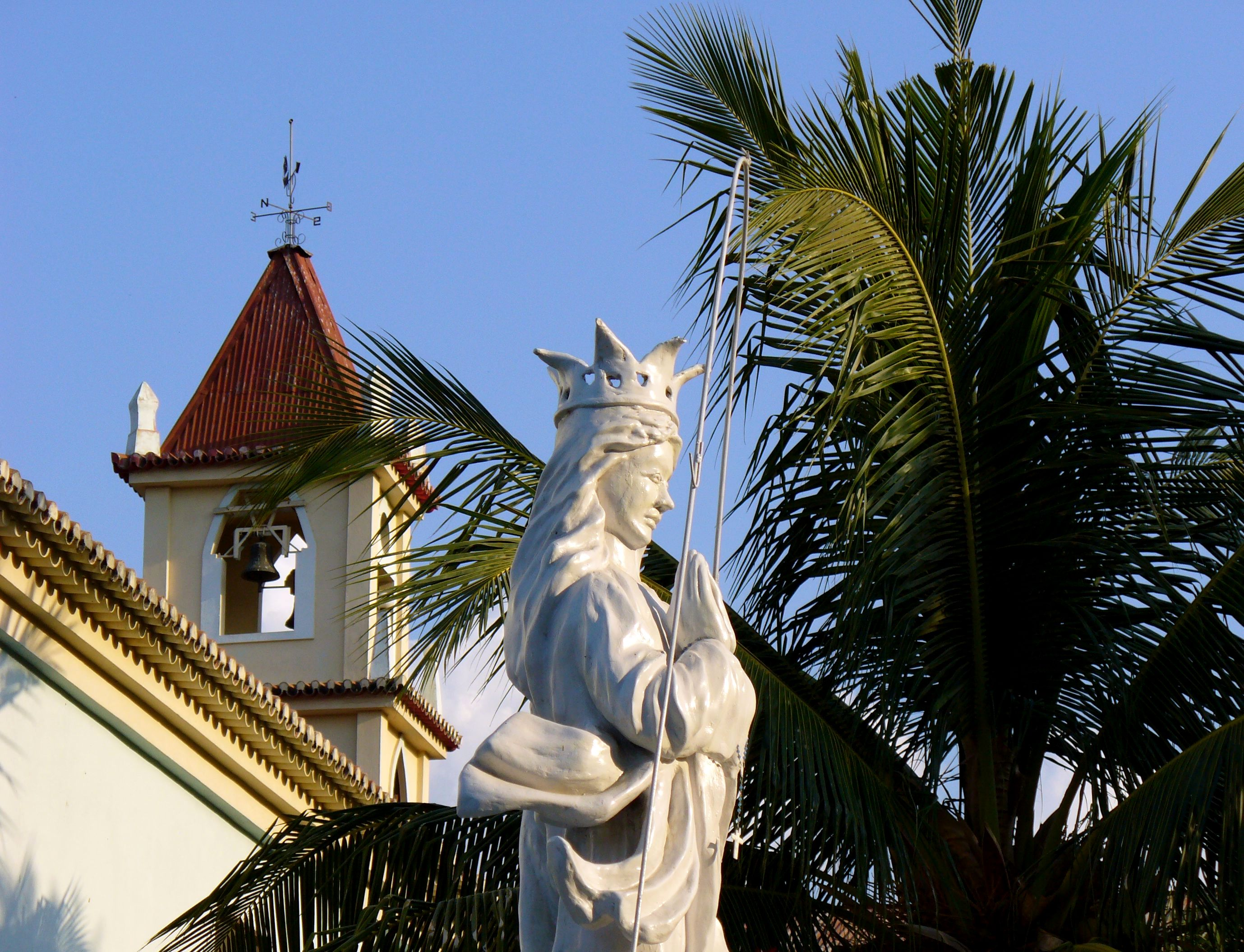
Balide教堂外的聖母瑪利亞聖像

根據世界銀行 2005 年的一份報告，東帝汶98％的人口是天主教基督徒，1％是新教基督徒，還有不到1％的穆斯林。 大多數公民也保留了一些萬物有靈的信仰。 教堂的數量從1974年的100間增加到1994年的800間以上，在印度尼西亞統治時期，由於泛靈論信仰不符合印度尼西亞的憲法 ，東帝汶公民大規模轉向基督宗教，基督徒人數快速增加。葡萄牙結束殖民東帝汶後，葡萄牙裔的神職人員被印尼裔神職人員所取代，信眾也從原本的拉丁葡萄牙裔變成東帝汶人。 在印尼入侵之前，東帝汶只有20％人口信仰天主教。
現今，東帝汶擁有90％以上的天主教信徒，是目前世界上天主教信徒最密集的國家之一。新教基督徒和穆斯林的人數在1999年9月之後大幅下降，因為這些社群為印度尼西亞侵占時移居的印尼公民，以及脫離印度尼西亞以前派往東帝汶工作的印度尼西亞公務員，許多人是在1999年東帝汶獨立後離開東帝汶的。
印度尼西亞統治期間，東帝汶的穆斯林人口眾多，主要為來自印度尼西亞其他地區的馬來裔移民組成，也有少數東帝汶居民皈依伊斯蘭教，還有一小部分在葡萄牙統治時期居住在東帝汶的阿拉伯穆斯林。阿拉伯穆斯林與東帝汶社會融合良好，但馬來族穆斯林有時並非如此融洽，東帝汶只有少數馬來穆斯林民族留下。“東帝汶憲法”保障人民的宗教自由，人民受到宗教侵犯或歧視的案件不多。

## 天主教

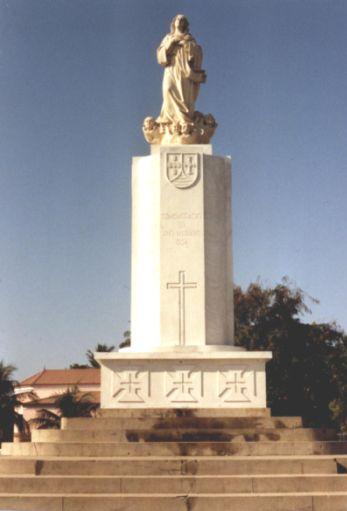
帝力的聖母像

東帝汶有133萬（98％）天主教信徒，由葡萄牙殖民時期傳入天主教信仰，2002年東帝汶從印度尼西亞獨立後，成為亞洲天主教信徒第二多的國家（僅次於菲律賓）。東帝汶全國分為三個教區，分別是帝力、瑪利亞娜和包考教區，這些教區直屬教廷管轄。目前駐東帝汶的教廷大使是美國大主教Joseph Salvador Marino，他同時也是駐馬來西亞的教廷大使。

## 少數宗教
伊斯蘭教是東帝汶的少數宗教。美國國務院和“ 中情局世界概況”估計，穆斯林占東帝汶的0.2％人口。東帝汶首任總理馬里·阿爾卡蒂里就是遜尼派穆斯林。2010年，宗教數據檔案協會（Association of Religion Data Archives）指出根據世界基督教數據庫，穆斯林占3.6％的人口，0.4％的人口是不可知論，佛教和中國民間信仰佔0.2％的人口，巴哈伊教、印度教和無神論佔0.1％人口以下。

## 参見
- 東帝汶基督教（英语：Christianity in East Timor）
- 東帝汶天主教（英语：Catholic Church in East Timor）